# Цајсенхаузен
Цајсенхаузен (њем. Zaisenhausen) општина је у њемачкој савезној држави Баден-Виртемберг. Једно је од 32 општинска средишта округа Карлсруе. Према процјени из 2010. у општини је живјело 1.691 становника. Посједује регионалну шифру (AGS) 8215094.

## Географски и демографски подаци
Цајсенхаузен се налази у савезној држави Баден-Виртемберг у округу Карлсруе. Општина се налази на надморској висини од 175 метара. Површина општине износи 10,1 km². У самом мјесту је, према процјени из 2010. године, живјело 1.691 становника. Просјечна густина становништва износи 167 становника/km².

## Међународна сарадња
| Мјесто | Држава    | Врста сарадње | Од    |
| ------ | --------- | ------------- | ----- |
|        | Француска | контакт       | 2000. |
| Извор  |           |               |       |